# Makarowo (wiepriewskij sielsowiet, rejon wołogodzki)
Makarowo (ros. Макарово) – wieś w Rosji, w rejonie wołogodzkim obwodu wołogodzkiego. W 2010 r. liczyła 519 mieszkańców.